# Long đởm
Long đởm (danh pháp khoa học: Gentiana loureiroi) là một loài thực vật có hoa trong họ Long đởm. Loài này được George Don mô tả khoa học đầu tiên năm 1837 dưới danh pháp Ericala loureiroi. Năm 1845 August Heinrich Rudolf Grisebach chuyển nó sang chi Gentiana. Trước đó năm 1790 tại trang 172 tập 1 sách Flora Cochinchinensis João de Loureiro đã đề cập tới nó dưới danh pháp Gentiana aquatica và môi trường sống là những nơi ẩm ướt trong tỉnh Quảng Đông, Trung Quốc (Habitat in locis humidis prope Cantonem Sinarum), tuy nhiên điều này là không đúng do từ năm 1753 thì Carl Linnaeus đã sử dụng danh pháp G. aquatica để chỉ một loài long đởm khác (long đởm nước) chỉ sinh sống tại Kazakhstan, Mông Cổ, Nga, Tajikistan và miền tây Tây Tạng.

## Phân bố
Loài này sinh sống ở ven đường, sườn dốc, sườn đồi, rừng ở độ cao từ 300-3.200 m. Khu vực phân bố: Trung Quốc (Phúc Kiến, Quảng Đông, Quảng Tây, Hải Nam, Hồ Nam, Giang Tô, Giang Tây, Chiết Giang, Đài Loan), Bhutan, đông bắc Ấn Độ, Myanmar, Thái Lan, Việt Nam.